# Hybocodon atentaculatus
Hybocodon atentaculatus is een hydroïdpoliep uit de familie Tubulariidae. De poliep komt uit het geslacht Hybocodon. Hybocodon atentaculatus werd in 1947 voor het eerst wetenschappelijk beschreven door Uchida. 